# Tacna (regiune)
Regiunea Tacna (în spaniolă Departamento de Tacna, în Quechua Taqna suyu) este cea mai sudică regiune din Peru. Ea se învecinează la vest cu Oceanul Pacific, la est cu Bolivia și la sud cu Chile. Pe o suprafață de 16.075 km² trăiesc 246.076 oameni (1996). Capitala este Tacna.

## Geografie
Ținutul este foarte muntos, muntele vulcanic Chupiquiña, în permanență înzăpezit, atingând o înălțime de 5.788 m.

## Provinciile
Regiunea este împărțită în patru provincii și 24 districte:
Provincia (reședința provinciei)
1. Candarave (Candarave)
2. Jorge Basadre (Locumba)
3. Tacna (Tacna)
4. Tarata (Tarata)